# Sea Ranch Lakes
Sea Ranch Lakes est un village américain situé dans le comté de Broward en Floride.

## Démographie
| 1960 | 1970 | 1980 | 1990 | 2000  | 2010 |
| ---- | ---- | ---- | ---- | ----- | ---- |
| 170  | 660  | 584  | 619  | 1 392 | 670  |

Selon le recensement de 2010, Sea Ranch Lakes compte 670 habitants. La municipalité s'étend sur 0,19 milles carrés (0,49 km2).